# Анаплазмоз
Гранулоцита́рный анаплазмо́з (гранулоцитарный анаплазмоз человека, ГАЧ) — форма заболевания крови, переносчиками которой являются клещи.
Анаплазмы (Anaplasma), род семейства Ehrlichiaceae порядка Rickettsiales: кровепаразиты жвачных животных. Форма тела округлая, диаметр до 1 мкм. Размножаются делением. Распространены анаплазмы по всему земному шару. Вызывают заболевания ≈ анаплазмозы. В красных кровяных клетках крупного рогатого скота паразитирует A. marginale, у овец и коз ≈ A. ovis.
Переносчиками являются иксодовые клещи, слепни и др.

## Анаплазмоз крупного рогатого скота
Особенностью патогенеза при анаплазмозе является резко выраженный синдром анемии, развивающийся вследствие значительного сокращения количества эритроцитов в организме. Восстановление их до нормы происходит очень медленно. Болезненный процесс протекает длительно. Несмотря на тяжёлое течение болезни, смертность при анаплазмозе чаще незначительная, что, вероятно, связано с биологическими особенностями паразитов, в частности с их вирулентными свойствами.

## См.также
- Клещевые инфекции